# İbrahim Kaypakkaya
İbrahim Kaypakkaya (* 1949 in der Provinz Çorum, Türkei; † 18. Mai 1973 in Diyarbakır) war ein türkischer Gründer der Kommunistischen Partei der Türkei/Marxistisch-Leninistisch, die in der Türkei als Terrororganisation eingeordnet wird.

## Leben
Kaypakkaya wurde 1949 in der türkischen Provinz Çorum geboren. Er stammte aus einer türkmenisch alevitischen Familie und wuchs in ärmlichen und bäuerlichen Verhältnissen auf. Ibrahim Kaypakkaya absolvierte nach der Grundschule eine Lehrerausbildung in Zentralanatolien und nahm Mitte der 1960er Jahre ein Physik-Studium an der Istanbuler Universität auf. In dieser Zeit wurde er Mitglied der maoistischen Revolutionären Arbeiter- und Bauernpartei der Türkei („Türkiye İhtilalci İşçi Köylü Partisi“, TİİKP). Nach organisationsinternem Streit, bei dem er unterlag, gründete er die ebenfalls maoistisch, jedoch anti-kemalistisch und in der kurdischen Frage separatistisch ausgerichtete Kommunistische Partei der Türkei/Marxistisch-Leninistisch (TKP/ML) und später auch deren bewaffneten Arm, die Arbeiter- und Bauernbefreiungsarmee der Türkei (TİKKO).
Im Januar 1973 wurden Kaypakkaya und seine Guerilla in der Gebirgsregion Tuncelis bei Gefechten mit der türkischen Armee aufgerieben. Mehrere seiner Genossen wurden getötet oder gefangen genommen. Er selbst wurde verletzt, konnte aber zunächst fliehen. Einige Tage später wurde er durch einen Hinweis eines Lehrers festgenommen. Kaypakkaya starb vier Monate nach seiner Gefangennahme durch Folter am 18. Mai 1973 noch vor einer Verurteilung.

## Publikationen
- Seçme Yazılar. Istanbul 2004 (ausgewählte Werke)
- In stürmischen Jahren. Texte des türkischen Revolutionärs. Zambon-Verlag, 2011, ISBN 978-3-88975-178-2